# Carl August Gadegast

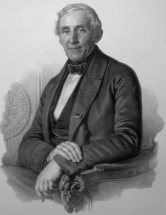
Carl August Gadegast

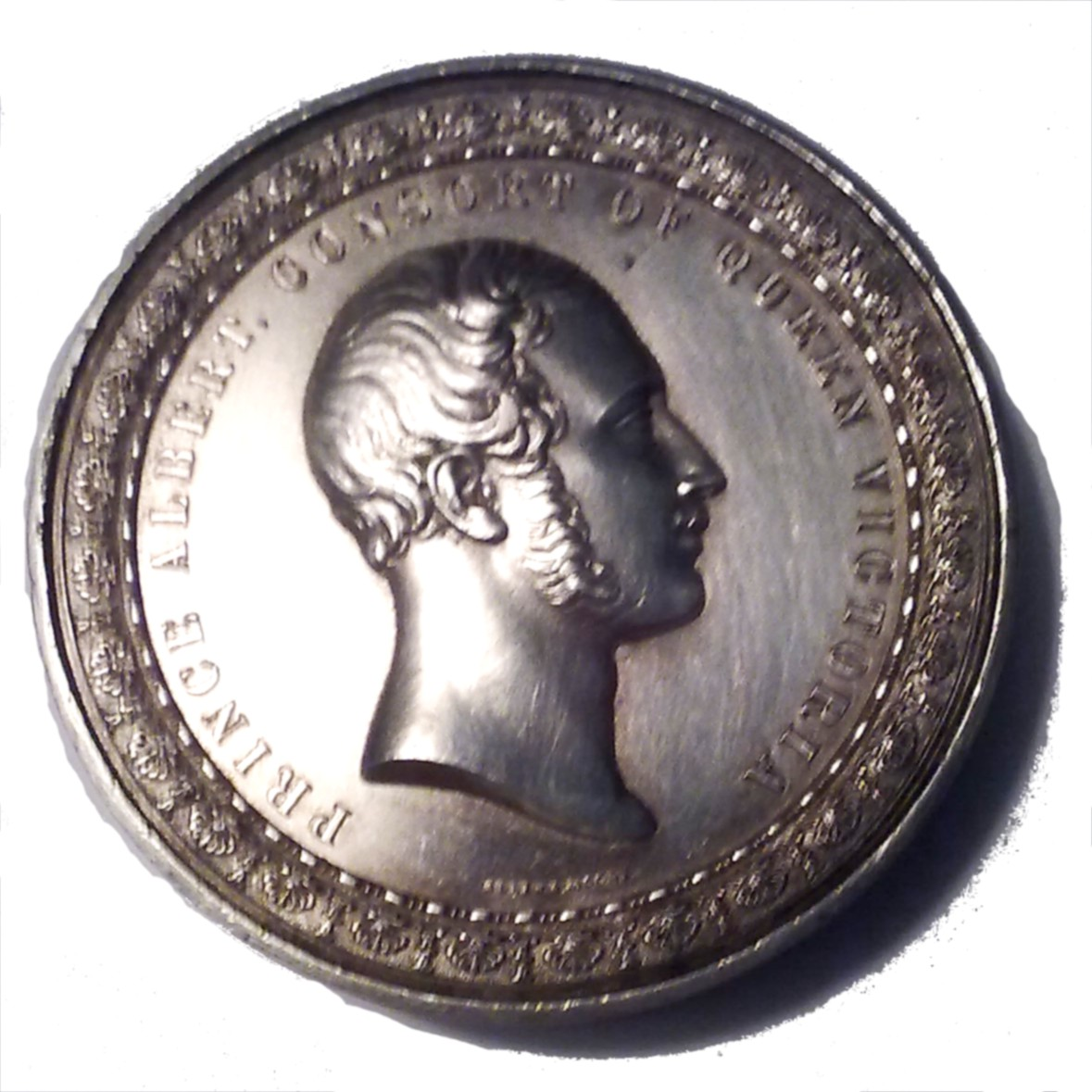
Medaille für Schafzucht 1851 in London

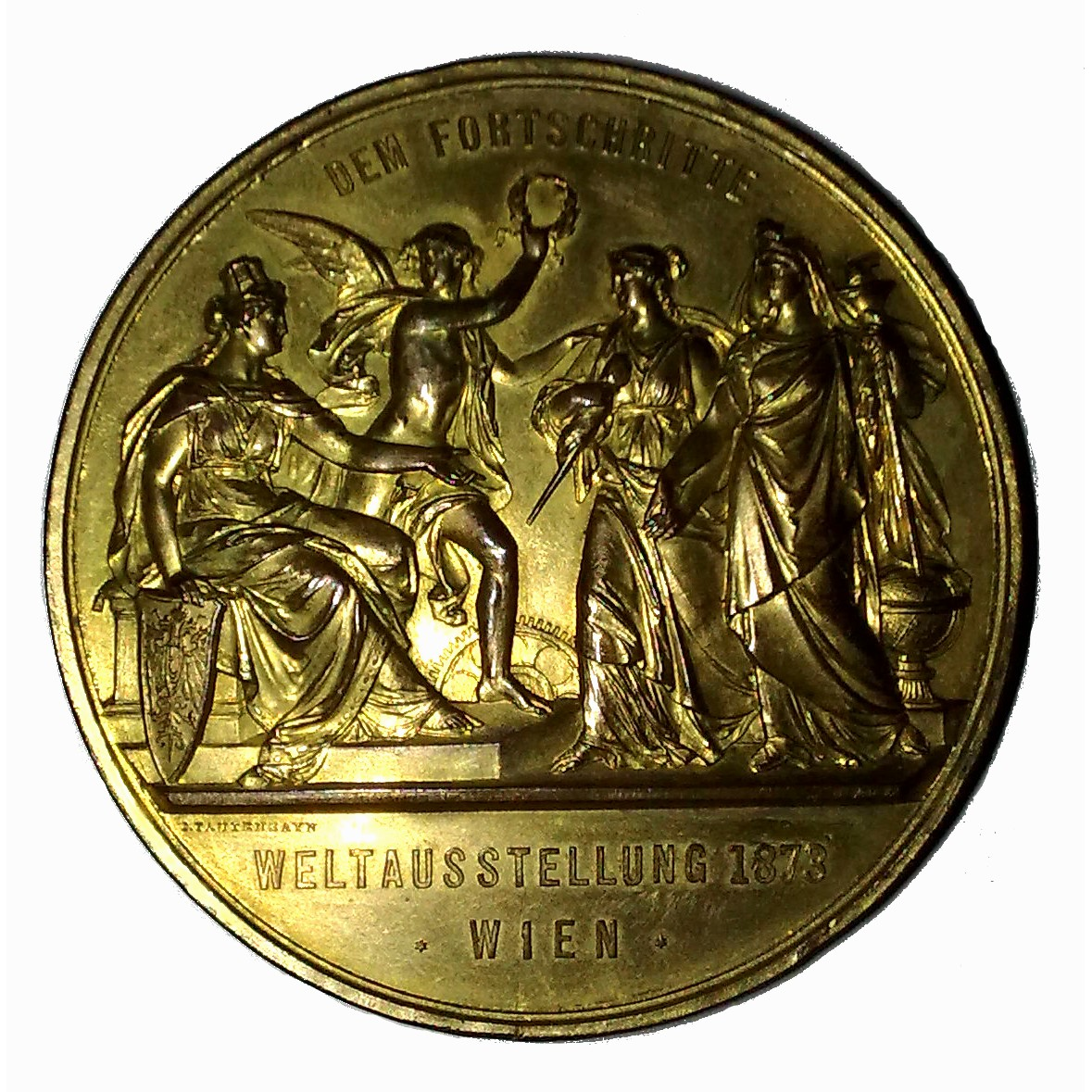
Medaille für Schafzucht 1873 in Wien

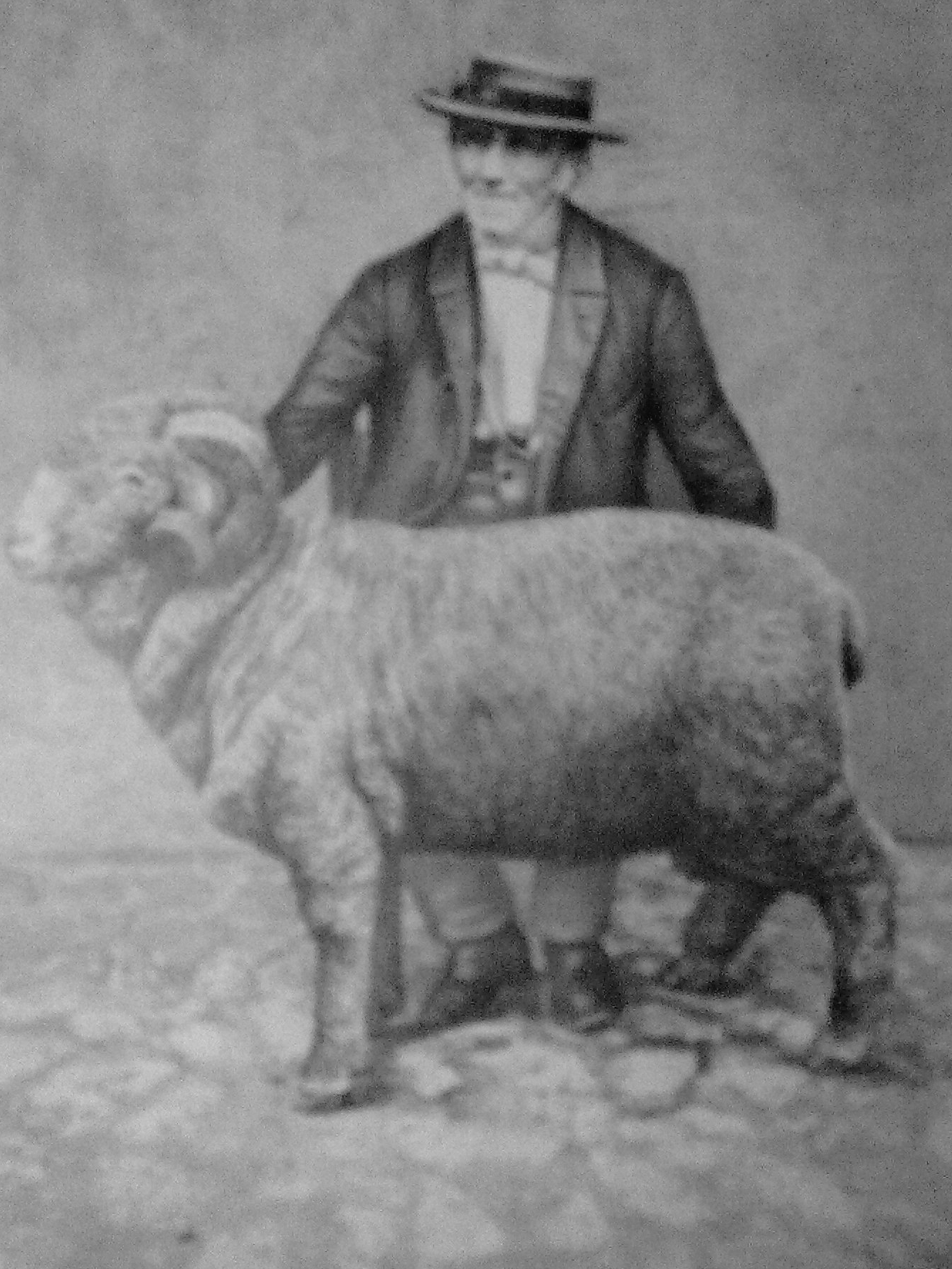
Carl August Gadegast mit dem Siegerschaf in London

Carl August Gadegast (* 21. Januar 1791 in Colochau; † 5. Oktober 1865 in Oschatz) war ein Landwirt, Pionier der Merinoschafzucht in Deutschland, Politiker und bedeutender Förderer der Stadt Oschatz. 

## Leben

### Eltern
Der spätere königlich-sächsische Geheime Ökonomierat war ein Sohn des Schafzüchters Johann August Gadegast (1765–1848) – Sohn des Schliebener Landrichters Johann Georg Gadegast und dessen Ehefrau Maria Elisabeth, geborene Brochwitz – und seiner Ehefrau Johanna Gadegast, geborene Springsfeld (1766–1847), Tochter des Mügelner Amtsteuereinnehmers Heinrich Springsfeld und dessen Ehefrau Johanna, geborene Schumann.
Sein Vater Johann August Gadegast war 1787 Besitzer des großväterlichen Rittergutes Colochau II geworden, wo Carl August auch zur Welt kam. 1812 verkaufte sein Vater dieses Gut, da sich Carl August inzwischen anderweitig orientiert hatte und kein Interesse mehr hatte, nach Colochau im sächsischen Amt Schweinitz zurückzukehren.

### Wirken
Carl August Gadegast erhielt eine Ausbildung als Gutsverwalter auf dem Kammergut Lohmen bei Pirna und lernte dort den großen land- und volkswirtschaftlichen Wert der seit 1783 erfolgreich betriebenen Zucht von Merinoschafen kennen, die erst 1765 und 1778 von Spanien nach Sachsen gebracht wurden, um die heimische Schafzucht zu verbessern. 1810 ermöglichte ihm die sächsische Regierung den Erwerb des 275 Hektar großen Thalgutes, das eines der ältesten, bedeutendsten und größten Rittergüter im Oschatzer Raum war und wo er sofort mit dem Aufbau seiner Elektoral-Stammschäferei begann.
Seit 1815 züchtete Gadegast erfolgreich reinblütige Merinoschafe, die häufig auf Ausstellungen im In- und Ausland ausgezeichnet wurden. Er hatte erkannt, dass es bei der Wollschafzucht nicht nur auf die Feinheit, sondern vor allem auf die Reichwolligkeit des Felles ankam. Die prosperierende, sächsische Textilindustrie schätzte die sächsische Merinowolle als einen qualitativ hochwertigen Rohstoff und deshalb führte die Feinwollerzeugung zur raschen Überwindung der seit den Napoleonischen Kriegen dauernden Krise der Landwirtschaft. Um 1850 besaß Gadegast eine Herde von ca. 1000 Tieren. Er zog jährlich 400 Lämmer auf und verkaufte 200 Böcke, vorwiegend nach Österreich, Ungarn, Polen oder Russland, wo sie zum Aufbau weiterer Herden gebraucht wurden.
Carl August Gadegast erwarb 1838 das Schloss Mannschatz bei Oschatz. Er zählte neben dem Filz- und Filzwarenfabrikanten Ambrosius Marthaus und den Tuchmachern Richter, Sturm und Witschel zu den Vorreitern der lokalen Textilindustrie, die infolge der seit 1839 über Oschatz betriebenen Eisenbahnstrecke Leipzig-Dresden einen rasanten Aufschwung nahm. Schließlich gehörte Gadegast mit einer Einlage von 1000 Talern zu den fünfzehn Gründern der Städtischen Sparkasse Oschatz. Er war außerdem Mitglied des sächsischen außerordentlichen Landtages von 1848, des 6. ordentliches Landtages von 1850/51 und des 7. ordentlichen Landtages von 1851/52. Des Weiteren pflegte der erfolgreiche, gebildete und geachtete Schafzüchter eine rege Korrespondenz mit dem Zoologen Carl von Siebold und dem Agronomen Albrecht Philipp Thaer.

### Ehe und Nachkommen
Die Familie Gadegast betrieb über vier Generationen das Thalgut bei Oschatz.
Carl August Gadegast heiratete 1817 Christiane Steiger. Beide sind die Eltern von sechs Söhnen und zwei Töchtern.
Ihr Sohn Robert (1828–1907) übernahm das väterliche Gut und führte die Schafzucht auch auf den Nachbargütern Mannschatz und Schmorkau ein. Dessen Sohn Otto Gadegast (1866–1947) leitete die Schafzucht seit 1897. Er führte 1890 und 1900 Merinoböcke nach Australien aus und brachte 1903 zum Aufbau der Merino-Stammschäferei Nomtsas Tiere seiner Herde nach Deutsch-Südwestafrika.
Ihre Tochter Aurora (1819–1891) heiratete den Schüler ihres Vaters Heinrich Adolph Steiger (1817–1897), Schafzüchter und Rittergutsbesitzer von Leutewitz bei Meißen. Beide sind die Eltern des konservativen Politikers Otto Steiger.